# Chello
Chello was een internetprovider die, als dochter van het internetbedrijf UPC, breedbandinternet verzorgde voor zo'n 900.000 abonnees in Europa. In Nederland werd Chello in april 1999 geïntroduceerd. Een beursgang werd in 2000 (het jaar waarin de internetzeepbel 'knapte') afgeblazen.
In Nederland had Chello in 2006 zo'n 500.000 abonnees. Het gebruikte de backbone van het moederbedrijf UPC.
Chello was in 2007 actief in de volgende landen:
- België
- Frankrijk
- Hongarije
- Nederland
- Noorwegen
- Oostenrijk
- Polen
- Slovenië
- Slowakije
- Tsjechië

In juli 2007 schrapte UPC de merknaam Chello ten gunste van UPC. In april 2015 ging het merk UPC in Nederland op in Ziggo als gevolg van een fusie tussen de twee bedrijven.
In België werd UPC Belgium, dat actief was in Brussel en Leuven, overgenomen door Telenet. Eind 2007 werden alle UPC-producten in België omgezet naar Telenetproducten.